# 千田バスストップ
千田バスストップ（せんだバスストップ）は、広島県福山市千田町二丁目の山陽自動車道上にあるバス停。

## 停車する路線
| のりば | 路線番号 | 愛称               | 運行会社                           | 行先                                         | 備考     |
| ------ | -------- | ------------------ | ---------------------------------- | -------------------------------------------- | -------- |
| 上り線 | 降車専用 | 降車専用           | 降車専用                           | 降車専用                                     | 降車専用 |
| 下り線 |          | シトラスライナー   | 中国バス・本四バス開発・因の島運輸 | 因島（土生港）                               |          |
| 下り線 | HIJ      | エアポートリムジン | 中国バス・鞆鉄道                   | 広島空港                                     |          |
| 下り線 |          | ローズライナー     | 中国バス・鞆鉄道・広島交通         | 中筋駅・不動院・新白島駅・広島BC・広島駅南口 |          |

- メリーバード号 (広島 - 鳥取線)は中国自動車道への経路変更により、当停留所を経由しなくなった。

## 隣
E2 山陽自動車道
(21)福山東IC - (BS)千田BS - (SA)福山SA - (BS)福山本郷BS - (22)福山西IC

## バス停へのアクセス
- 福山駅から中国バス・井笠バスカンパニー「薮路住宅前」（やぶろじゅうたくまえ）バス停下車（200円）。徒歩約3 - 5分。
- 福塩線横尾駅から徒歩約10分。
- 高速バス利用者専用駐車場あり。

## 位置情報
- 北緯34度30分58秒 東経133度22分06秒 / 北緯34.51611度 東経133.36833度
- 新市(岡山及丸亀)  - 地理院地図
- 千田バスストップ - Google マップ